# Barkly River
Barkly River är ett vattendrag i Australien. Det ligger i delstaten Victoria, omkring 140 kilometer öster om delstatshuvudstaden Melbourne.
Trakten runt Barkly River består till största delen av jordbruksmark. Runt Barkly River är det mycket glesbefolkat, med 2 invånare per kvadratkilometer. Genomsnittlig årsnederbörd är 1 410 millimeter. Den regnigaste månaden är juni, med i genomsnitt 193 mm nederbörd, och den torraste är januari, med 61 mm nederbörd.